# Holbert Anders Ersson
Holbert Anders Ersson, född 1693 Garsås (då tillhörande Leksands socken), död 30 januari 1744 i Stockholm, var en svensk upprorsman och deltagare i Dalupproret 1743.
Holbert Anders Ersson var betrodd i sin hemby och fungerade en tid som fjärdingsman, men hade avsatts. Under konflikten om tillsättning av pastorstjänsten i Mora 1739-1740 arbetade han tillsammans med Vilhelm Gustaf Wrangel för att få Petrus Ugla tillsatt, men led nederlag. Under vintern 1742-1743 vistades han i Stockholm där han lyckades genomdriva att kronan löste in de mastträd som olagligt fällts på sockenallmänningarna. Under mötet i Lisselby vid Mora kyrka som hölls av allmogen i Mora 30 maj 1743 var Holbert Anders Ersson en av de ivrigaste förespråkarna för beslutet om uppror och lyckades under veckan som följde tilltvinga sig vapen ur ammunitionsboden och pengar ur kyrkokassan. Utanför Falun förde Holbert Anders Ersson allmogens talan. Tillsammans med Knuts Anders Andersson uppsatte han 9 juni proklamationen om val av den danske kronprinsen. Då upprorshären fick en fastare organisation blev Holbert Anders Ersson en av allmogens fullmäktige och övervakade noggrant att de beridna bergsmännen i Falun avtågade mot Stockholm. Även under tågets fortsättning, särskilt i Sala var han en av de hårdföraste pådrivarna. Han utsågs till en av de 18 bönder som fick till uppgift att överlämna allmogens besvär till regering och riksdag. Om hans verksamhet i Stockholm är lite känt. Han närvarade dock inte vid händelserna på Norrmalmstorg, utan greps senare i sitt kvarter och fängslades. Under rättegången höll han fast vid sina åsikter trots hårt fängelse på Smedjegården och menade att upproret skulle ha bedömts annorlunda om det lyckats. Han dömdes till döden 9 januari 1744 och avrättades vid galgbacken på Södermalm 30 januari.